# Bill Prady
William Scott Prady dit Bill Prady est un scénariste et producteur américain né le 7 juin 1960 à Détroit. Il a travaillé sur de nombreuses sitcoms américaines, notamment Mariés, deux enfants et The Big Bang Theory. Il est également le producteur exécutif et cocréateur de cette série diffusée sur CBS. En 2003, il a été candidat au poste de gouverneur de Californie.